# DOBERMAN INFINITY
DOBERMAN INFINITY（ドーベルマン・インフィニティ）は、日本のヒップホップグループ。LDH所属。レーベルはLDH Records。

## 略歴

### 2000年 - 2014年：DOBERMAN INC
- 2000年、WEST HEADのメンバーであるKUBO-C、GS、P-CHOの3人が、トラックメイカーのBACHLOGICを介して、Tomogen、MABと5人組グループDOBERMAN INCを結成[1]。大阪を拠点に活動を開始する。
- 2002年、アルバム『DOBERMANN』でインディーズデビュー[2]。
- 2004年、ミニアルバム『CONVERSATION PIECE』でメジャーデビュー。
- 2006年、MABが脱退[3]。
- 2008年、LDH所属となり[4]、活動拠点を東京へ移す[2]。
- 2013年10月17日、Tomogenが脱退[3]。

### 2014年 - 現在：DOBERMAN INFINITY
- 2014年6月17日、「VOCAL BATTLE AUDITION 4」のファイナリストであるKAZUKIの加入と、DOBERMAN INFINITYへの改名を発表[5]。
- 2014年6月24日、SWAYの加入を発表[6]。正式に再始動する[7]。

## メンバー
- KUBO-C（クボシー、1980年1月21日 - ）MC、リーダー[8]
  - 奈良県出身[9]。血液型A型。本名、久保貴史（くぼ たかし）。
  - メンバーのGSは小学3年からの仲である[10]。
  - 2012年11月に一般女性と結婚[11]。2014年12月に第1子女児が誕生した。

- GS（ジーエス、1979年6月12日 - ）MC
  - 奈良県出身[9]。身長174cm[12]。血液型B型。本名、武藤隆志（むとう たかし）。
  - メンバーのKUBO-Cは小学3年からの仲である[10]。
  - 2019年12月24日に一般女性と結婚。6年の交際期間を経て結婚に至った[13]。2022年7月27日に第1子男児が誕生した[14]。

- P-CHO（ピーチョウ、1980年5月2日 - ）MC
  - 奈良県出身[9]。血液型A型。本名、長野祐仁（ながの ゆうじ）。
  - 2018年2月12日に一般女性と結婚。4年の交際期間を経て結婚に至った[15]。2019年12月に第1子女児が誕生した[16]。

- SWAY（スウェイ、1986年6月9日 - ）MC

- KAZUKI（カズキ、1991年6月13日 - ）ボーカル

### 過去のメンバー
- MAB（マブ、1980年12月3日 - ）MC
  - 滋賀県出身。血液型O型。本名、馬渕智史（まぶち さとし）。
  - 2006年脱退[3]。2009年競輪選手としてデビュー（2017年引退）。

- Tomogen（トモゲン、1980年6月3日 - ）MC
  - 兵庫県尼崎市出身。本名、村上智則（むらかみ とものり）。
  - 2013年10月17日脱退[3]。

## 作品
順位はオリコン週間ランキングの最高位

### 配信シングル
| 発売日         | タイトル                         |
| -------------- | -------------------------------- |
| 2014年8月27日  | INFINITY                         |
| 2015年2月27日  | Tomorrow Never Dies              |
| 2020年5月8日   | 2020                             |
| 2020年8月21日  | INFINITY ZOO                     |
| 2020年9月8日   | ガッチだぜ!! ※TikTokにて限定配信 |
| 2023年12月6日  | You're the Reason                |
| 2024年4月24日  | 踊れピエロ                       |
| 2024年5月24日  | ラストフォーエバー               |
| 2024年8月14日  | OH YEAH!!                        |
| 2024年10月14日 | The other story                  |
| 2025年4月25日  | One Love                         |

### シングル
|    | 発売日         | タイトル                          | 順位 |
| -- | -------------- | --------------------------------- | ---- |
| 1  | 2015年7月15日  | SAY YEAH!!                        | 3位  |
| 2  | 2015年10月7日  | JUMP AROUND ∞                     | 4位  |
| 3  | 2016年4月13日  | いつか                            | 2位  |
| 4  | 2016年7月27日  | GA GA SUMMER/D.Island feat. m-flo | 7位  |
| 5  | 2017年5月10日  | DO PARTY                          | 4位  |
| 6  | 2017年11月22日 | あの日のキミと今の僕に            | 11位 |
| 7  | 2018年8月15日  | SUPER BALL                        | 4位  |
| 8  | 2018年9月26日  | YOU & I                           | 7位  |
| 9  | 2019年11月27日 | We are the one/ずっと             | 7位  |
| 10 | 2020年12月2日  | 6 -Six-                           | 24位 |
| 11 | 2021年6月9日   | konomama                          | 29位 |
| 12 | 2021年8月25日  | 夏化粧/Updating Life              | 32位 |
| 13 | 2023年10月11日 | アンセム/マンマミーア!            | 8位  |
| 14 | 2024年6月26日  | 1st SONG                          | 8位  |

### オリジナル・アルバム
|   | 発売日         | タイトル                 | 順位 |
| - | -------------- | ------------------------ | ---- |
| 1 | 2015年12月2日  | THE LINE                 | 5位  |
| 2 | 2016年11月16日 | TERMINAL                 | 7位  |
| 3 | 2018年4月18日  | OFF ROAD                 | 7位  |
| 4 | 2022年7月6日   | LOST+FOUND(パッケージ盤) | 19位 |
| 5 | 2025年1月15日  | D.X                      | 5位  |

### ミニ・アルバム
|   | 発売日         | タイトル | 順位 |
| - | -------------- | -------- | ---- |
| 1 | 2014年11月19日 | #PRLG    | 8位  |
| 2 | 2017年6月14日  | #PLAY    | 4位  |

### ベスト・アルバム
|   | 発売日        | タイトル | 順位 |
| - | ------------- | -------- | ---- |
| 1 | 2019年6月26日 | 5IVE     | 8位  |

### 配信アルバム
|   | 発売日        | タイトル                    |
| - | ------------- | --------------------------- |
| 1 | 2022年7月20日 | LOST+FOUND (配信限定完全盤) |
| 2 | 2022年12月7日 | LOST+FOUND "THE LIVE"       |

### 配信ミニ・アルバム
- milestone（2023年6月23日）

### 映像作品
| 発売日        | タイトル                                                             | 順位 |
| ------------- | -------------------------------------------------------------------- | ---- |
| 2017年10月4日 | DOBERMAN INFINITY 3周年特別記念公演「iii -three-」                   | 6位  |
| 2019年3月27日 | DOBERMAN INFINITY 2018 DOGG YEAR 〜FULL THROTTLE〜 in 日本武道館     | 3位  |
| 2020年4月1日  | DOBERMAN INFINITY LIVE TOUR 2019 5IVE 〜必ず会おうこの約束の場所で〜 | 3位  |
| 2022年3月2日  | DOBERMAN INFINITY LIVE TOUR 2021 "HERE"                              | 4位  |
| 2023年3月8日  | DOBERMAN INFINITY LIVE TOUR 2022 "LOST+FOUND"                        | 7位  |

### 参加作品（ソロ参加も含む）
| 発売日         | 曲名                                                           | 収録作品                                                                       |
| -------------- | -------------------------------------------------------------- | ------------------------------------------------------------------------------ |
| 2014年8月27日  | 24WORLD                                                        | EXILE TRIBE『EXILE TRIBE REVOLUTION』                                          |
| 2014年8月27日  | WON'T BE LONG                                                  | EXILE TRIBE『EXILE TRIBE REVOLUTION』                                          |
| 2014年10月22日 | Loveholic (EXILE SHOKICHI feat.DOBERMAN INFINITY)              | EXILE SHOKICHI「The One」                                                      |
| 2014年10月29日 | First Christmas                                                | EXILE ATSUSHI「Precious Love」                                                 |
| 2016年6月15日  | Do or Die                                                      | V.A.『HiGH&LOW ORIGINAL BEST ALBUM』                                           |
| 2016年6月15日  | VOICE OF RED feat. GS                                          | V.A.『HiGH&LOW ORIGINAL BEST ALBUM』                                           |
| 2016年6月15日  | Hell On Earth                                                  | V.A.『HiGH&LOW ORIGINAL BEST ALBUM』                                           |
| 2017年2月1日   | PREMIUM TEQUILA feat. DOBERMAN INFINITY                        | DANCE EARTH PARTY 『I』                                                        |
| 2017年6月21日  | Takers feat. DOBERMAN INFINITY                                 | JAY'ED『Here I Stand』                                                         |
| 2017年8月2日   | UNITY feat. DOBERMAN INFINITY                                  | PKCZ®『360° ChamberZ』                                                         |
| 2017年9月13日  | Shatter                                                        | DOBERMAN INFINITY×AK-69『Shatter』                                             |
| 2018年7月11日  | RED SOUL BLUE DRAGON                                           | RED DIAMOND DOGS feat. DOBERMAN INFINITY, JAY'ED, MABU「RED SOUL BLUE DRAGON」 |
| 2019年3月6日   | こんにちWhat's Up! Remix feat. DOBERMAN INFINITY               | スダンナユズユリー『SYY』                                                      |
| 2020年1月15日  | Can't Stop Won't Stop feat. DOBERMAN INFINITY & VERBAL         | RUN THE FLOOR®『THE 4CE』                                                      |
| 2020年9月1日   | DANCE PARTY Part 2〜Music Bird〜                               | 『中学校の現代的なリズムのダンス授業 〜レクチャームービー〜』                  |
| 2022年12月7日  | POWER OF WISH (One step ahead Version feat. DOBERMAN INFINITY) | EXILE『POWER OF WISH』                                                         |
| 2024年1月29日  | NO FEAR NO MORE                                                | 片寄涼太×DOBERMAN INFINITY『NO FEAR NO MORE』                                  |

### 書籍
| 発売日         | タイトル                                             | ISBN                |
| -------------- | ---------------------------------------------------- | ------------------- |
| 2018年12月22日 | DOBERMAN INFINITY DOGG YEAR 2018 MEMORIAL PHOTO BOOK |                     |
| 2019年11月27日 | ONE                                                  | ISBN 978-4991090936 |

## タイアップ
| 曲名                       | タイアップ                                                                              |
| -------------------------- | --------------------------------------------------------------------------------------- |
| INFINITY                   | 関西テレビ・フジテレビ系ドラマ『GTO（第2期）』挿入歌                                    |
| 99                         | J SPORTS『高校バスケ ウインターカップ2014』番組テーマソング                             |
| Tomorrow Never Dies        | 劇団EXILE公演『Tomorrow Never Dies 〜やってこない明日はない〜』主題歌                   |
| Heartbeat                  | 日本テレビ系『ワールドプレミアムボクシング』イメージソング                              |
| JUMP AROUND ∞              | KANSAI COLLECTION 2015 A/W 公式テーマソング                                             |
| JUMP AROUND ∞              | 日本テレビ系『HiGH&LOW〜THE STORY OF S.W.O.R.D.〜』劇中歌                               |
| Do or Die                  |                                                                                         |
| to YOU                     | 「第35回さっぽろホワイトイルミネーション」コラボレートソング                            |
| So White So Bright         | 「LOVE SNOW HOKKAIDO 2015-16」タイアップソング                                          |
| ON WAY HOME                | テレビ朝日系『お願い!ランキング』2015年11月度エンディングテーマソング                   |
| ON WAY HOME                | HEADLINE WEST「JAPAN MOVE UP WEST」CMソング                                             |
| DO PARTY                   | 洋服の青山「AOYAMA PRESTIGE TECHNOLOGY」CMソング                                        |
| OFF ROAD                   | bayfm 2018年4月後期パワープレイ                                                         |
| Lookin' for                | マリアナ政府観光局『3連休はマリアナ。』イメージソング                                   |
| THE NAME                   | 北海道日本ハムファイターズ 西川遥輝選手登場曲                                           |
| 春風                       | フジテレビ系ドラマ『KISSしたい睫毛』挿入歌                                              |
| SUPER BALL                 | ナガシマスパーランド 「ナガシマジャンボ海水プール」2018年CMソング                       |
| We can be the light        | 三重県桑名市「なばなの里 イルミネーション」CMソング                                     |
| YOU & I                    | 映画『DTC -湯けむり純情篇- from HiGH&LOW』主題歌                                        |
| NEVER CHANGE               | ドラマ 「Love or Not 2」主題歌                                                          |
| スリルライフ               | ナガシマスパーランド ハイブリッドコースター「白鯨」CMソング                             |
| 真夏のマスマティック       | ナガシマスパーランド 「ジャンボ海水プール」 2019年CMソング                              |
| 5IVE                       | “荒野行動”×“BIGO LIVE JAPAN” コラボイベント公式応援ソング                               |
| まだ足りねぇ               | 映画『HiGH&LOW THE WORST』劇中歌                                                        |
| ASTRO BOY 〜GO!GO!アトム〜 | テレビ東京系列『GO!GO!アトム』オープニングテーマ                                        |
| ずっと                     | 中京テレビ『PS純金』 2019年11月度エンディングテーマ                                     |
| 2020                       | 読売テレビ『浜ちゃんが!』2020年4月、5月度 エンディングテーマ                            |
| ガッチだぜ!!               | 「Gatti」タイアップソング                                                               |
| 6 -Six-                    | 日本テレビ系『6 from HiGH＆LOW THE WORST』挿入歌                                        |
| SO WHAT                    | 日本テレビ系『6 from HiGH＆LOW THE WORST』挿入歌                                        |
| konomama                   | テレビ朝日系『泣くな研修医』主題歌                                                      |
| Who the KING?              | Bリーグ「琉球ゴールデンキングス」テーマソング                                           |
| 夏化粧                     | フジテレビ系『めざまし8』2021年8月度エンディングテーマ                                  |
| Updating Life              | テレビ東京系『デュエル・マスターズ キング!』オープニングテーマ                          |
| 始まりの途中               | 「2022-23 V.LEAGUE」オフィシャルソング                                                  |
| マンマミーア!              | カンテレ・フジテレビ系列『火曜は全力!華大さんと千鳥くん』10月クールのエンディングテーマ |
| アンセム                   | 「2023-24 V.LEAGUE」オフィシャルソング                                                  |
| NO FEAR NO MORE            | 「HiGH&LOW THE 戦国」主題歌/須和国テーマソング                                          |
| ラストフォーエバー         | フジテレビ系『週刊ナイナイミュージック』2024年6月・7月度エンディングテーマ              |
| No.1                       | 「MMA甲子園」公式タイアップ曲                                                           |
| OH YEAH!!                  | ナガシマスパーランド「ジャンボ海水プール」2024年CMソング                                |
| The other story            | 『ありふれた職業で世界最強 season 3』エンディング主題歌                                 |
| Take A Ticket              | カンテレ・フジテレビ系全国ネット『火曜は全力!華大さんと千鳥くん』1月クールEDテーマ      |

## ライブ

### 単独
- 2015年2月11日：大阪・umeda AKASO
- 2月20日：東京・赤坂BLITZ
- 2月27日：東京・Zepp Tokyo

- 3月05日：福岡・Zepp Fukuoka
- 3月11日：東京・Zepp Tokyo
- 3月17日：愛知・Zepp Nagoya
- 3月21日：北海道・Zepp Sapporo
- 3月25日：大阪・Zepp Namba

DOBERMAN INFINITY LIVE TOUR 2016 "THE LINE" ～TO THE NEXT～
- 4月12日、4月13日：大阪・インテックス大阪 5号館
- 4月16日、4月17日：千葉・幕張メッセ 国際展示場ホール1・2

- 2月11日：静岡・富士市文化会館ロゼシアター
- 2月17日：神奈川・よこすか芸術劇場
- 2月28日、3月01日：大阪・大阪国際会議場 グランキューブ大阪 メインホール
- 3月04日：愛知・愛知県芸術劇場 大ホール
- 3月07日：埼玉・大宮ソニックシティ 大ホール
- 3月16日、3月17日：東京・オリンパスホール八王子
- 3月20日：宮城・仙台サンプラザホール
- 3月24日：北海道・ニトリ文化ホール
- 3月31日：岡山・倉敷市民会館
- 4月02日、4月03日：奈良・なら100年会館 大ホール
- 4月06日：福岡・福岡サンパレス

- 2017年5月13日、5月14日：千葉・幕張メッセ 国際展示場ホール

- 5月26日：千葉・市川市文化会館 大ホール
- 6月01日：兵庫・神戸国際会館 こくさいホール
- 6月02日：広島・ふくやま芸術文化ホール リーデンローズ 大ホール
- 6月09日：石川・本多の森ホール
- 7月02日、7月03日：東京・人見記念講堂
- 7月08日：宮城・仙台サンプラザ
- 7月13日：愛知・名古屋国際会議場 センチュリーホール
- 7月14日：長野・キッセイ文化ホール
- 8月04日：新潟・新潟県民会館
- 8月11日：福岡・福岡サンパレス
- 8月18日：北海道・ニトリ文化ホール
- 8月22日、8月23日：大阪・大阪国際会議場 グランキューブ大阪 メインホール（2日目は台風20号により中止）[32]
- 8月25日：京都・ロームシアター京都
- 9月02日：静岡・アクトシティ浜松 大ホール
- 9月06日：熊本・市民会館シアーズホーム夢ホール
- 9月08日：愛媛・松山市民会館
- 10月16日：大阪・大阪国際会議場 グランキューブ大阪 メインホール（振替公演）[33]

- 11月12日：東京・日本武道館

- 11月16日：静岡・エコパアリーナ
- 11月19日、11月20日：神奈川・横浜アリーナ
- 11月26日、11月27日：大阪・大阪城ホール

新型コロナウイルスによる政府の自粛要請に従い中止
- 3月07日：新潟・新潟テルサ

DOBERMAN INFINITY LIVE TOUR 2020 We are the one 〜PERFECT YEAH!!〜
- 7月12日：岩手・盛岡CLUB CHANGE WAVE

- 5月14日：福井・福井フェニックス・プラザ 大ホール
- 5月16日：石川・金沢歌劇座
- 5月22日：愛知・名古屋国際会議場 センチュリーホール
- 6月16日：静岡・アクトシティ浜松 大ホール
- 6月27日：神奈川・パシフィコ横浜 国立大ホール
- 7月4日：福岡・福岡サンパレス
- 7月22日、7月23日：東京・LINE CUBE SHIBUYA
- 7月28日：京都・ロームシアター京都
- 7月30日：宮城・仙台サンプラザホール
- 8月1日：群馬・高崎芸術劇場 大劇場
- 8月27日：大阪・オリックス劇場
- 9月13日：東京・東京ガーデンシアター

- 8月05日：群馬・高崎芸術劇場 大劇場
- 8月14日：北海道・カナモトホール
- 8月17日：大阪・オリックス劇場
- 8月25日：奈良・なら100年会館大ホール
- 8月30日：新潟・新潟県民会館
- 9月08日：岐阜・長良川国際会議場
- 9月10日：京都・ロームシアター京都
- 9月15日：千葉・市川市文化会館
- 9月26日：神奈川・横須賀芸術劇場
- 10月07日：愛知・名古屋国際会議場 センチュリーホール
- 10月25日：大阪・オリックス劇場
- 10月28日：東京・東京ガーデンシアター
- 10月30日：福岡・福岡サンパレス

- 12月31日：大阪・Zepp Osaka Bayside

- 3月11日：愛知・名古屋クラブクアトロ
- 3月12日：広島・LIVE VANQUISH
- 3月18日：福岡・DRUM LOGOS
- 3月21日：愛媛・WstudioRED
- 3月23日：大阪・UMEDA TRAD
- 4月6日：宮城・Rensa
- 4月7日：新潟・NIIGATA LOTS
- 4月15日：北海道・PENNY LANE 24
- 4月28日：東京・新宿BLAZE

- 9月1日：京都：ロームシアター京都
- 9月5日：大阪：Zepp Osaka Bayside
- 9月12日：東京：LINE CUBE SHIBUYA(渋谷公会堂)
- 9月18日：北海道：PENNY LANE 24
- 9月29日：福岡：福岡市民会館
- 10月2日：愛知：Zepp Nagoya
- 10月5日：埼玉：大宮ソニックシティ 大ホール
- 10月9日：三重：四日市CLUB ROOTS
- 10月14日：広島：広島LIVE VANQUISH
- 10月20日：兵庫：ハーバースタジオ
- 11月4日：福島：郡山Hip Shot Japan
- 11月7日：大阪：大阪国際会議場グランキューブ大阪メインホール
- 11月13日：神奈川：KT Zepp Yokohama
- 11月19日：山口：周南RISING HALL
- 11月25日：山梨：甲府KAZOO HALL
- 12月3日：香川：Festhalle
- 12月5日：東京：Zepp Haneda(TOKYO)
- 12月9日：石川：EIGHT HALL
- 12月15日：愛知：日本特殊陶業市民会館 フォレストホール

- 12月31日：大阪・Zepp Osaka Bayside

- 6月17日：埼玉・大宮ソニックシティ 大ホール
- 6月23日：神奈川・よこすか芸術劇場
- 6月26日：京都・ロームシアター京都
- 7月22日：愛知・名古屋国際会議場 センチュリーホール
- 7月31日：東京・昭和女子大学 人見記念講堂
- 8月16日：大阪国際会議場グランキューブ 大阪メインホール

- 12月31日：大阪・なんばHatch

- 2024年12月17日・石川・EIGHT HALL
- 12月19日・新潟・新潟LOTS
- 2025年1月11日・広島・HIROSHIMA CLUB QUATTRO
- 1月13日・岡山・CRAZYMAMA KINGDOM
- 1月24日・福岡・DRUM LOGOS
- 1月25日・熊本・熊本 B.9 V1
- 2月1日・奈良・EVANS CASTLE HALL
- 2月2日・滋賀・滋賀U☆STONE
- 2月9日・神奈川・YOKOHAMA Bay Hall
- 2月11日・山梨・甲府CONVICTION
- 2月13日・静岡・LIVE ROXY SHIZUOKA
- 2月16日・岐阜・岐阜club-G
- 2月18日・大阪・GORILLA HALL OSAKA
- 2月22日・香川・高松オリーブホール
- 3月3日・東京・duo MUSIC EXCHANGE
- 3月6日・愛知・The BottomLine Nagoya
- 3月8日・福島・HIPSHOT JAPAN
- 3月9日・宮城・仙台RENSA
- 3月19日・北海道・PENNY LANE 24

### 合同
- EXILE TRIBE PERFECT YEAR LIVE TOUR TOWER OF WISH 2014 〜THE REVOLUTION〜（2014年9月3日 - 12月28日）
- HiGH&LOW THE LIVE（2016年7月22日 - 10月3日）[40]
- LDH LIVE-EXPO 2023（2023年12月30日）[41]

### 配信
- LIVE×ONLINE（2020年7月4日：ABEMA）[42]
- LIVE×ONLINE IMAGINATION（2020年9月22日：ABEMA）

### ファンクラブイベント
- DOBERMAN INFINITY OFFICIAL FAN CLUB EVENT "D6 PARTY"
  - 2016大BONENKAI（2016年12月30日）
  - 夏MATSURI2017（2017年8月 - 9月）
  - in HiGH&LOW THE LAND（2017年8月15日）
  - DOGG YEAR 開幕（2018年1月18日）
  - アリーナツアーのUCHIAGE!（2019年11月 - 12月）
  - HERE We Are（2021年4月）
  - 10th Anniversary FAN CLUB EVENT 2024 "ThanX"（2024年5月6日）

### 主催イベント
- DOBERMAN INFINITY presents D.Island 2017（2017年7月22日）[43]
- DOBERMAN INFINITY presents D.Island 2018（2018年9月23日）[44]
- DOBERMAN INFINITY presents D.Island 2019（2019年7月14日）
- DOBERMAN INFINITY presents D.Island 2024（2024年8月24日）[45]

## 出演

### ラジオ
- WE ALL CAN BE CONNECTED.（2015年10月 - 2021年3月、bayfm）[46]
  - WE ALL CAN BE CONNECTED. D.X（2025年1月 - 6月）
  - WE ALL CAN BE CONNECTED. 100%（2025年7月 - ）[47]

### ネット配信
- 漢部 ～真ノ男道～[48]（其ノ二：2014年11月20日[49]、其ノ四：2015年1月20日[50]、ニコニコ動画）

### WebCM
- 「Gatti」（2019年 - 2020年）[51]

### ミュージック・ビデオ
- EXILE THE SECOND「YEAH!! YEAH!! YEAH!!」（2016年）[52]

### その他
- マリアナ観光大使（2019年）[53]
- 日本の花火『エール』プロジェクト アンバサダー（2020年）[54]
- モバイルバッテリーレンタルサービス『充レン』応援アーティスト（2021年）[55]

## DOBERMAN INCの作品

### シングル
1. GENERATION/FIREWORKS type D.I（2009年9月16日）

### 配信シングル
1. 負けんな（2011年3月2日）

### オリジナル・アルバム
1. DOBERMANN（2002年6月25日）
2. MEGA CITY FIVE（2003年4月15日）
3. FIVESTAR LINERS（2004年6月23日）
4. STOP, LOOK, LISTEN（2006年9月21日）
5. ZERO（2008年4月26日）
6. ONE ～俺たちは1つ～（2011年11月9日）

### ミニ・アルバム
1. The Bootleg E.P.（2003年6月4日）
2. CONVERSATION PIECE（2004年4月21日）
3. NEVER LOSE YOURSELF（2010年7月14日）

### ベスト・アルバム
1. THE BEST ～ TIME 4 SOME ACTION（2007年8月29日）
2. DOBERMAN INC MEGA CLASSICS mixed by DJ GEORGE（2015年4月22日、TSUTAYA限定）

### 配信アルバム
1. DOBERMAN INC THE BEST (VICTOR YEARS)（2014年11月19日）
2. DOBERMAN INC MEGA CLASSICS（2015年4月22日）

### DVD
1. MILAGRO ～ DOBERMAN INC CLIPS（2006年12月20日）
2. SECRET BASE -VICTORY-（2011年5月18日）

### 参加作品（ソロ参加も含む）
| 発売日         | 曲名                                                                                            | 収録作品                                                            |
| -------------- | ----------------------------------------------------------------------------------------------- | ------------------------------------------------------------------- |
| 2004年6月30日  | Put A Spell On U (Aka Mmb) feat. Doberman Inc                                                   | MINMI『imagine』                                                    |
| 2004年9月29日  | SCREAMING FOR VENGENCE FEAT. FOUR HORSE MEN (KUBO-C / MAB / TOMOGEN FROM DOBERMAN INC)          | 4WD『4-Ring Kudo』                                                  |
| 2004年11月25日 | Brave New World (Remix) feat. P-CHO from DOBERMAN INC                                           | NORISIAM-X『Brave New World』                                       |
| 2004年12月16日 | BE MY LOVER!!                                                                                   | DJ KAORI feat. Yinling of JOYTOY with DOBERMAN INC「BE MY LOVER!!」 |
| 2005年7月6日   | SCHOOL OUT feat. DOBERMAN INC                                                                   | RATHER UNIQUE『R.U Party』                                          |
| 2005年7月20日  | No Limit feat. P-CHO from DOBERMAN INC (BLremix)                                                | Sowelu『Heads or Tails?』                                           |
| 2005年10月26日 | STRICTRY BUSINESS feat. DOBERMAN INC                                                            | DJ MASTERKEY『DADDY'S HOUSE BEST』                                  |
| 2006年3月8日   | Happy the globe PART III feat. NORISIAM-X, P-CHO (DOBERMAN INC), SPHERE of INFLUENCE & RICKIE G | YA-KYIM『STILL ONLY ONE』                                           |
| 2006年7月12日  | Natural [BACH LOGIC Remix feat. KUBO-C (from DOBERMAN INC) & SAL the soul]                      | MINMI「I Love You Baby」                                            |
| 2006年7月26日  | ONE LIGHT. ONE PIECE feat. DOBERMAN INC                                                         | DJ SHIBUCHIN『DJ SHIBUCHIN presents...SHIBUCHIN SUMMIT』            |
| 2006年11月8日  | CRAZY FOR YOU -DJ BENKEI REMIX feat. TOMOGEN from DOBERMAN INC-                                 | CEYREN「ALL FOR YOU」                                               |
| 2006年11月22日 | 26 feat. TOMOGEN (DOBERMAN INC)                                                                 | MIYABI『Highway sta』                                               |
| 2006年11月22日 | I NEED feat. GS & KUBO-C (DOBERMAN INC)                                                         | MIYABI『Highway sta』                                               |
| 2007年2月22日  | In Da Club feat. Emi Maria, GS (Doberman Inc) & 遊戯 (韻踏合組合)                               | TOMOGEN『06 OUT SIDE』                                              |
| 2007年3月7日   | Hands up type II feat. TOMOGEN from DOBERMAN INC                                                | YA-KYIM「Can YA Feel?」                                             |
| 2007年8月29日  | 24karats -type S-                                                                               | Sowelu「24karats -type S-」                                         |
| 2007年8月29日  | 24karats -type EX- / Sowelu, EXILE, DOBERMAN INC                                                | EXILE「時の描片 〜トキノカケラ〜/24karats -type EX-」               |
| 2008年6月14日  | Homie feat. CHO, KUBO-C from DOBERMAN INC                                                       | BIGGER DICE『コスモス×カオス～半か丁か～』                          |
| 2008年6月25日  | Who Got The Next? feat. Tomogen (Doberman inc)                                                  | SIMON『SIMON SAYS』                                                 |
| 2008年7月30日  | 24karats -type C- feat. DOBERMAN INC                                                            | COLOR『BLACK 〜A night for you〜』                                  |
| 2008年9月24日  | 24karats feat. J Soul Brothers and DOBERMAN INC                                                 | EXILE「The Birthday 〜Ti Amo〜」                                    |
| 2009年2月25日  | FASTER, DEEPER, HARDER feat. DOBERMAN INC                                                       | J Soul Brothers『J Soul Brothers』                                  |
| 2009年7月22日  | FIREWORKS                                                                                       | EXILE「THE HURRICANE 〜FIREWORKS〜」                                |
| 2009年12月16日 | FIRST TIMER feat. DOBERMAN INC                                                                  | 安室奈美恵『PAST < FUTURE』                                         |
| 2010年6月9日   | 24karats STAY GOLD                                                                              | EXILE「FANTASY」                                                    |
| 2010年6月9日   | MONSTER                                                                                         | EXILE「FANTASY」                                                    |
| 2011年6月1日   | 24karats STAY GOLD feat. 三代目 J Soul Brothers / EXILE                                         | 三代目 J Soul Brothers『J Soul Brothers』                           |
| 2011年9月7日   | FIGHTERS                                                                                        | 三代目 J Soul Brothers「FIGHTERS」                                  |
| 2012年1月1日   | Freak Out feat. DOBERMAN INC                                                                    | EXILE ATSUSHI『Solo』                                               |
| 2012年6月13日  | Bad Man feat. DOBERMAN INC                                                                      | MAY'S『Smiling』                                                    |
| 2012年9月5日   | 24karats TRIBE OF GOLD                                                                          | EXILE TRIBE「24karats TRIBE OF GOLD」                               |
| 2013年3月10日  | GOLD feat. GS (DOBERMAN INC)                                                                    | The ROOTLESS「BLACK」                                               |
| 2014年6月4日   | THE ANTHEM / EXILE SHOKICHI, DOBERMAN INC, SWAY, ELLY (三代目 J Soul Brothers from EXILE TRIBE) | EXILE SHOKICHI「BACK TO THE FUTURE」                                |
| 2014年6月18日  | THE BEGINNING / DJ MAKIDAI feat. DOBERMAN INC                                                   | DJ MAKIDAI from EXILE『EXILE TRIBE PERFECT MIX』                    |